# Let's Dance: The Remixes
Let's Dance: The Remixes è il quinto EP degli Hawk Nelson ed è stato pubblicato nel dicembre 2008.
In questo EP, ogni brano appartiene ad un membro della band.

## Tracce
1. Let's Dance (Dojo Dominating Remix) - Jason Dunn
2. Let's Dance (Shuffle Shuffle Remix) - Daniel Biro
3. Let's Dance (Down The Rabbit Hole Remix) - Jonathon Steingard
4. Let's Dance (Dance Hall Remix) - Justin Benner